# Призрачный гонщик 2
«При́зрачный го́нщик 2» (англ. Ghost Rider: Spirit of Vengeance, дословный перевод — «Призрачный гонщик: Дух мщения») — супергеройский фильм Марка Невелдайна и Брайана Тейлора с Николасом Кейджем в главной роли. Является сиквелом фильма 2007 года «Призрачный гонщик», однако оба фильма имеют множество несостыковок. Фильм основан на персонаже-антигерое Marvel Comics Призрачном гонщике. Мировая премьера фильма состоялась 17 февраля 2012 года, в России — 23 февраля.

## Сюжет
На храм тайной секты нападает банда людей. Из него сбегает женщина по имени Надя Кетч с сыном Дэнни. За ними отправляется главарь этой банды Рэй Кэрриган. Монах-француз Моро выезжает вслед за Кэрриганом и спасает мальчика, прострелив колесо машины бандитов. Затем он отправляется к Джонни Блэйзу, которому предлагает сделку — Блэйз перевозит мальчика в святилище, где его защитят от Рорка (он же Мефистофель), а монахи освободят его от Гонщика. Моро не может сам перевезти мальчика, потому что не знает, где он, а Гонщик может учуять его. Джонни соглашается, и ночью того же дня он превращается в Гонщика и находит Дэнни, которого захватили те же бандиты, что и напали на храм. Призрачный гонщик расправляется с некоторыми бандитами, но Кэрригану удалось его обезвредить гранатомётом, и ему и ещё двум членам банды удаётся сбежать вместе с мальчиком.
На следующее утро Джонни просыпается в больничной палате. Кэрриган сообщает Рорку о том, что столкнулся с Гонщиком. По телефону Рорк произносит несколько слов Дэнни, отчего Гонщик больше не может чуять его. Джонни уходит из больницы и на стоянке встречается с Надей. Надя предлагает встретиться с человеком по имени Васил, который должен знать, куда уехал Кэрриган. По дороге Надя рассказывает, что Дэнни — сын Рорка. Когда-то Надя работала на Кэрригана, который хотел сорвать большой куш. Но все пошло не так, и она выпрыгнула из окна третьего этажа. Она бы умерла, если бы не Рорк. Он спас ей жизнь, а в обмен Надя должна была родить ему сына. На месте они находят Васила. Он ничего не хочет говорить, но Джонни начинает превращаться в Гонщика и говорит, что если Васил не скажет где Кэрриган, он выпустит Гонщика, который уничтожит всех. Васил говорит, что Кэрриган уехал на карьер, где у него встреча с торговцем оружия и с наёмниками. Джонни уходит, почти превратившись в Гонщика. Затем по пути в карьер, он всё-таки превращается в Гонщика и едет за бандитом. Пока Надя освобождает Дэнни, Гонщик убивает всех экскаватором, кроме Кэрригана, которого просто отбрасывает, учуяв ещё одну грешную душу, и едет вслед за Надей. Догнав, он уже собирается её убить, но Дэнни его отвлекает и Джонни сдерживает гонщика.
Утром Джонни, Надя и Дэнни едут в святилище. Моро, с которым связался Джонни, едет с ними. А на карьере Рорк одаряет почти мёртвого Кэрригана силой разложения, превратив его в Блэкаута, чтобы Кэрриган мог противостоять Гонщику. Джонни перевозит Дэнни в святилище. В святилище Моро рассказывает Джонни, что Призрачный Гонщик — это ангел Заратос, Дух Правосудия, который был призван защищать мир людей, но был обманут, пойман демонами и отправлен прямиком в Ад, где его развратили и свели с ума. И его миссия защищать невинных вдруг стала жаждой наказывать виновных, отчего он стал Духом Мщения, но Джонни надеется, что в Заратосе ещё сохранилось что-то ангельское. Также Джонни признаётся, что сделка с дьяволом была порывом эгоизма — отец Джонни знал о своей болезни и был готов умереть, но Джонни не хотел его отпускать. Монахи изгоняют Гонщика из Джонни — он свободен от проклятия. Монахи хотят убить мальчика, ведь опасность пророчества никогда не минует. Но Блэкаут убивает монахов и забирает мальчика. Моро знает куда его повёз Кэрриган и рассказывает о пророчестве: Пророчество гласит, что в день зимнего солнцестояния Рорк передаст всю свою силу Дэнни, ведь он сын Сатаны, и в нём не все человеческое, благодаря чему он может использовать всю силу, не боясь умереть. Мальчика повезли в провинцию Ушак, ведь это самое далёкое место от Рая. В месте проведения ритуала Рорк объясняет Дэнни, зачем он Рорку, так: «Представь, чтo я — огнемёт из папье-маше. Я всемогущ, нo не могу пoльзоваться силой, пoтому чтo человеческая oбoлочкa слабa…», а также говорит что их силы равны. Запасшись оружием, Моро и Джонни нападают на место проведения ритуала. Они проникают внутрь, где уже начался ритуал, и прерывают его.
Блэкаут убивает Моро и держит Джонни, когда к нему подходит Дэнни. Дэнни, осознав, что обладает той же силой, что и Рорк, возвращает Гонщика в Джонни, и он тут же превращается. Во время превращения начался рассвет, и теперь Джонни может превращаться в демона при свете солнца. Рорк сбегает, взяв с собой мальчика. Гонщик начинает преследование, в ходе которого он убивает Блэкаута. Затем Гонщик зацепляет машину Рорка цепью и переворачивает её. Из машины вылезает ещё живой Рорк и признаётся, что Джонни — его «самая грёбаная сделка в жизни». Джонни сначала цепляет его цепью, затем подбрасывает в воздух и резко ударяет цепью о землю, отчего Рорк возвращается прямо в Ад. После короткой борьбы Джонни подчиняет себе Гонщика и вытаскивает тело Дэнни из машины. Затем Джонни перевоплощается обратно в человеческий облик и произносит: «Ангел. Моро сказал, что Гонщик был Ангелом, сошедшим с ума. Я чувствую его… ангела. Я чувствую его!». Он превращает свою руку в руку Гонщика, но вместо обычного жёлтого пламени она горит ярко-голубым, ведь после победы над Рорком Заратос вернул себе ясность сознания и вновь стал Духом Правосудия. Используя связь с голубым пламенем Заратоса, Джонни оживляет мальчика. Очнувшись, Дэнни с улыбкой спрашивает Джонни: «Мы победили?» и тот отвечает: «Я думаю, да. Ещё как!». В конце показывают, как Призрачный Гонщик, объятый голубым пламенем ангелов, едет по дороге, сражаться со злом и защищать невинных, и говорит: «Меня зовут Джонни Блэйз. Я — Призрачный Гонщик».

## В ролях
| Актёр             | Роль                             |
| ----------------- | -------------------------------- |
| Николас Кейдж     | Джонни Блэйз / Призрачный гонщик |
| Джонни Уитворт    | Рэй Кэрриган / Блэкаут           |
| Фергус Риордан    | Дэнни Кетч                       |
| Киаран Хайндс     | Мефистофель / Рорк дьявол        |
| Виоланте Плачидо  | Надя Кетч                        |
| Идрис Эльба       | Моро                             |
| Кристофер Ламберт | Мефодий                          |
| Яцек Коман        | Терроков                         |

## Создание фильма

### Разработка
9 февраля 2007 года продюсер Marvel Ави Арад объявил на пресс-конференции о разработке «Призрачного гонщика 2». Питер Фонда также выразил свою заинтересованность вернуться в роли Мефистофеля. В начале декабря 2007 года, Николас Кейдж был не против вернуться на главную роль, как Призрачный гонщик. В другом интервью он предположил, что злодеями фильма могут стать недавно придуманные злодеи комикса о Призрачном гонщике. Кроме того, ходили слухи что в продолжении может появиться Дэнни Кетч, другой персонаж Marvel Comics, который был Призрачным гонщиком после Блэйза.

### Подготовка к съёмкам
14 июля 2010 года было подтверждено, что Николас Кейдж снова будет играть роль Призрачного гонщика, а Марк Невелдайн и Брайан Тейлор станут режиссёрами фильма. В июле 2010 года Кейдж заявил, что съёмки должны будут начаться в ноябре. На «Superhero Hype!», в своём интервью Ева Мендес сказала, что не будет участвовать в сиквеле как Роксанна Симпсон. В октябре стало известно, что одну из ролей сыграет Кристофер Ламберт. Фильм снимался в формате 3D в Турции и Румынии.

### Окончание производства
Съёмки основных сцен фильма были завершены 24 января 2011 года. 16 марта 2011 года было подтверждено, что Джонни Уитворт будет играть роль главного злодея — Блэкаута.
4 июня 2012 года в магазинах стали доступны DVD и Blu-ray издания фильма.

## Отзывы
Фильм получил в основном негативные отзывы кинокритиков. На онлайн-агрегаторе Rotten Tomatoes собрано 74 рецензии, из которых лишь 15 % — положительные. На Metacritic рейтинг картины составил 31 балл из 100 на основе 17 обзоров. За роль Джонни Блэйза Николас Кейдж был номинирован на премию «Золотая малина» в категории «Худшая мужская роль» в 2013 году.

## Перезапуск
В мае 2013 года права на экранизацию Призрачного гонщика вернулись к студии Marvel от Sony Pictures.
В 2016—2017 годах вышел четвёртый сезон телесериала «Агенты „Щ.И.Т.“» Кинематографической вселенной Marvel. Второстепенным героем сезона стала другая версия Призрачного гонщика — Робби Рейес в исполнении Габриэля Луна.
Новая версия Джонни Блэйза появилась в шестом эпизоде «Добрый Самаритянин» четвёртого сезона сериала «Агенты „Щ.И.Т.“». Он был показан как источник появления способностей у Робби Рейеса. Передав Рейесу силы, сам Блэйз, возможно, тем самым полностью лишился их. Хоть и имя самого персонажа и не было названо, Кларк Грегг, исполняющий роль Фила Колсона, в своём твиттере подтвердил, что этим персонажем был именно Блэйз.